# 莫圖伊蒂島 (馬克薩斯群島)
莫圖伊蒂島（Motu Iti），又称哈圖伊蒂島（Hatu Iti），是法屬波利尼西亞的島嶼，屬於馬克薩斯群島的一部分，位於努庫希瓦島西北42公里的太平洋海域，由努库希瓦市镇管辖，長0.67公里、寬0.57公里，面積0.2平方公里，最高點海拔高度220米，島上無人居住。